# حديقة العشاق
حديقة العشاق (الأرمينية: Սիրահարների Այգի) هي حديقة عامة في مدينة يريفان بأرمينيا بمساحة تبلغ 2.5 هكتار، تقع في شارع باغراميان في مقاطعة كينترون المركزية بالمدينة. تم تجديد الحديقة بالكامل بين عامي 2005 و 2008 وأعيد افتتاحها في نوفمبر 2008 بفضل جهود ألبرت بوغوسيان رئيس مؤسسة بوغوسيان.